# Emil Groß (Politiker, 1866)
Emil Groß (* 25. Juli 1866 in Mühlhausen/Thüringen; † 30. August 1949 in Bettingerode) war von 1921 bis 1924 Bezirksbürgermeister von Berlin-Tempelhof.

## Leben
Nach seiner Buchdruckerlehre und Wanderschaft ließ sich Emil Groß 1887 in Berlin nieder, um dort in seinem erlernten Beruf zu arbeiten. Etwa 1907 erwarb Groß ein Wohngrundstück an der Erlanger Straße 11 (heutige Pasinger Straße) in der Gemeinde Lichtenrade.
Groß war Mitglied der SPD und seit 1913 kommunalpolitisch aktiv. 1918 wurde er zum Gemeindeverordneten und stellvertretenden Gemeinde- bzw. Amtsvorsteher gewählt. In dieser Eigenschaft wurde Groß 1918 Aufsichtsratsvorsitzender der neu gebildeten „Siedlungsgesellschaft Gemeinde Berlin-Lichtenrade“, die im gleichen Jahr die Planung einer Wohnsiedlung am Franzius- und Abendrotweg in Lichtenrade an den Architekten Hans Jessen in Auftrag gab.
Zusammen mit dem Lichtenrader Ortsvorsteher Dr. Wilhelm Räth und weiteren Gemeindemitgliedern veröffentlichte Groß am 14. Januar 1919 einen Aufruf zur Bildung einer Sicherheitswehr, um den Ort vor möglichen Ausschreitungen und Straftaten während der Januarunruhen zu schützen.

### Bezirksbürgermeister von Berlin-Tempelhof
Am 20. Juni 1920 wurde Groß für die SPD zum Bezirksverordneten des neugeschaffenen Verwaltungsbezirks Tempelhof gewählt. In der Sitzung der Bezirksversammlung vom 25. Februar 1921 setzte sich Groß dann mit den Stimmen der bürgerlichen Parteien gegen Friedrich Küter, den Kandidaten der Unabhängigen Sozialdemokratischen Partei (USPD), bei der Wahl zum Bezirksbürgermeister durch.
Im Zuge der Personalabbauverordnung wurde Groß mit Ablauf des Jahres 1924 in den vorzeitigen Ruhestand versetzt. Die Nachfolge als Bezirksbürgermeister trat Reinhard Bruns-Wüstefeld an.

## Folgezeit
Groß wohnte weiterhin mit seiner Ehefrau in seinem Haus in Lichtenrade, trat aber politisch offenbar nicht mehr in Erscheinung. Nachdem das Wohngebäude durch Kriegseinwirkungen beschädigt worden war, verlebte Groß seine letzten Lebensjahre in Bettingerode, das seit 1972 ein Ortsteil von Bad Harzburg ist. 